# Sa Calobra
Sa Calobra ist ein kleiner Ort auf der spanischen Baleareninsel Mallorca. Er liegt in der Gemeinde Escorca an der Nordwestküste der Insel, in der Region (Comarca) Serra de Tramuntana. Zusammen mit den Siedlungen Cala Tuent und Port de sa Calobra hat der Ort 72 Einwohner (Stand 2019).

## Geografische Lage

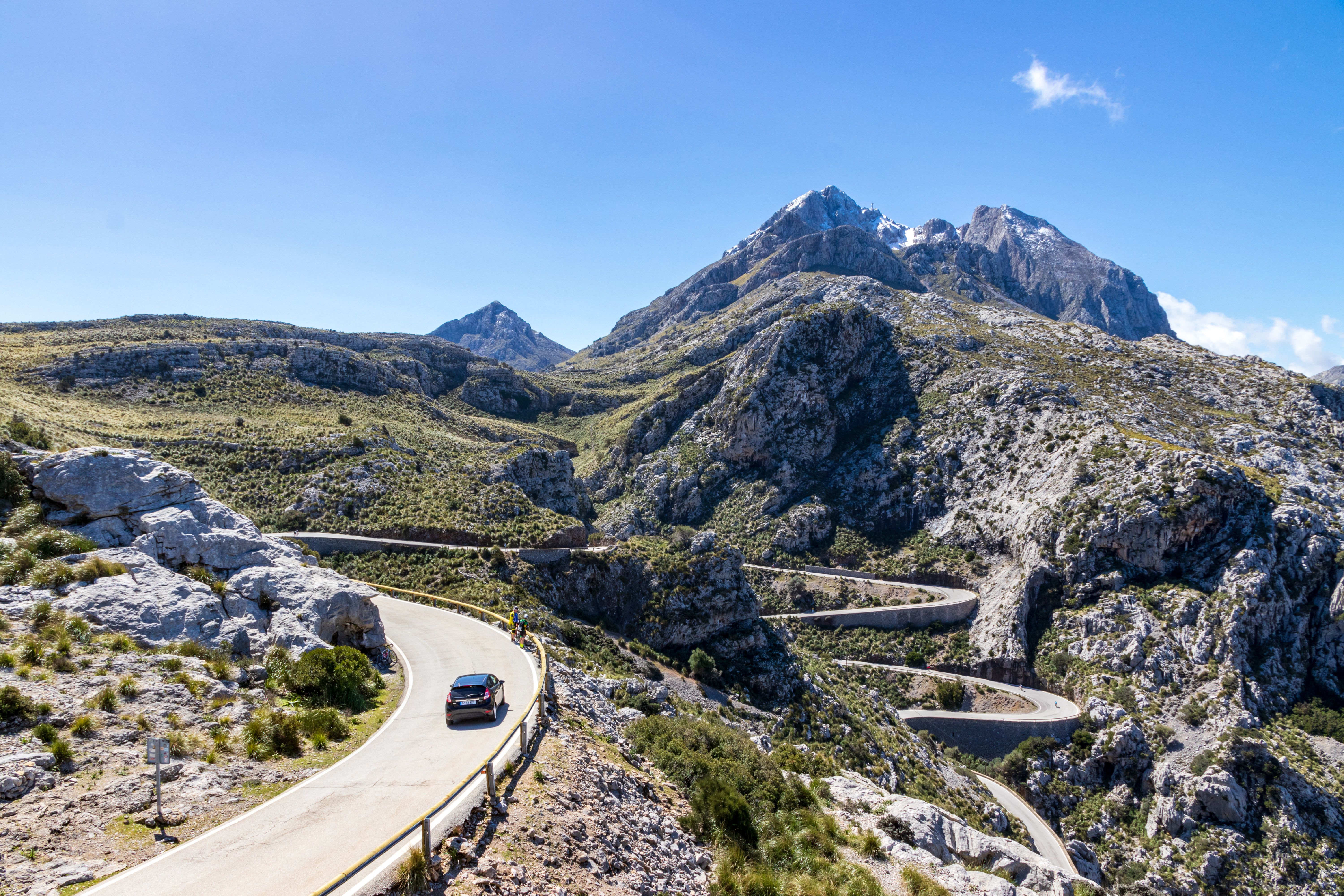
Straße nach Sa Calobra

Der Ort Sa Calobra wird auch als Cases de sa Calobra bezeichnet, da es sich nur um eine Ansammlung weniger Häuser handelt. Er befindet sich etwa 32 Kilometer nordöstlich von Palma und ungefähr einen Kilometer oberhalb der Cala de sa Calobra („Bucht von Sa Calobra“).
Ort und Bucht erreicht man nur auf zwei Wegen, entweder über die Serpentinenstraße MA-2141 oder mit dem Schiff über das Meer. Die Straße überwindet auf ihren 12,5 Kilometern Länge einen Höhenunterschied von 682 Metern. Vom Parkplatz oder der Schiffsanlegestelle der Siedlung an der Cala de sa Calobra führt ein 600 Meter langer Fußweg an den Ausgang der bekannten Felsenschlucht des Torrent de Pareis, die der Sturzbach (katalanisch: Torrent) auf seinem Weg zum Meer in den Fels geschnitten hat.

## Geschichte
Bis 1932 lebten im Ort Sa Calobra 32 Menschen. Er konnte nur über den Seeweg verlassen werden oder über einen beschwerlichen und gefährlichen Weg über Stock und Stein durch den Torrent de Pareis. So konnte der nächste Ort Escorca erreicht werden, der seinerseits außer einer Kirche aus dem 13. Jahrhundert kein ausgeprägtes Zentrum hatte. 
Die 14 Kilometer lange Serpentinenstrecke mit 12 Haarnadelkurven wurde von Antonio Parietti geplant und 1932 ausgeführt. Parietti wollte eine Beeinträchtigung der Berge wie auch die Anlage schroffer, steiler Kurven vermeiden. Fast von jeder Stelle der Straße sieht man vier Straßenbänder.

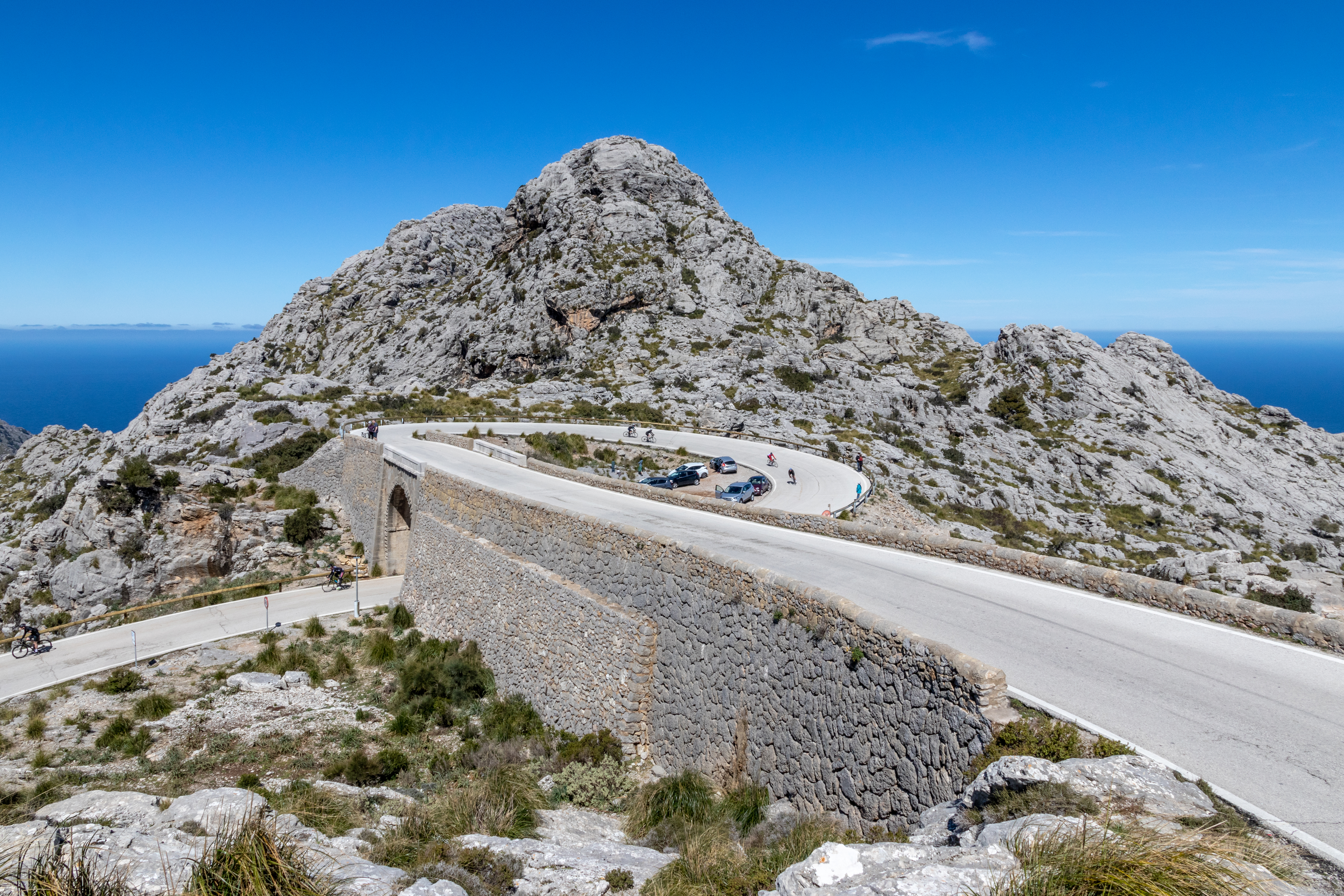
Nus de sa Corbata („Krawattenknoten“)

Die Serpentinenstrecke bietet ein sanftes Gefälle bis zur auffälligsten Stelle, dem „Krawattenknoten“. Auf Höhe von Sa Moleta sah Parietti nur die Möglichkeit, den dortigen Höhenunterschied mit einer 270°-Kehrschleife zu bewältigen. 
Für die Arbeiten wurden 31.000 Kubikmeter Fels überwiegend von Hand abgetragen und an Dammstrecken oder talseitig wieder eingebaut. Hinzugefügt wurde nur Teer als Bindemittel.

## Tourismus
Zur Hochsaison wird das Dorf an einigen Tagen von tausenden Besuchern frequentiert, die meistens mit Bussen anreisen. Aber bereits 500 Meter schluchteinwärts findet man Einsamkeit und kann den herrlichen Ausblick und die Schönheit der Naturlandschaft genießen.
Der Schiffsanleger Sa Calobra ist Ausgangs- bzw. Endpunkt zu einer Wanderung durch den Torrent des Pareis. Einige kurze Kletterstellen machen die Durchquerung der Schlucht zu einer anspruchsvollen Unternehmung, für weniger geübte Wanderer werden geführte Touren angeboten.

### Strand

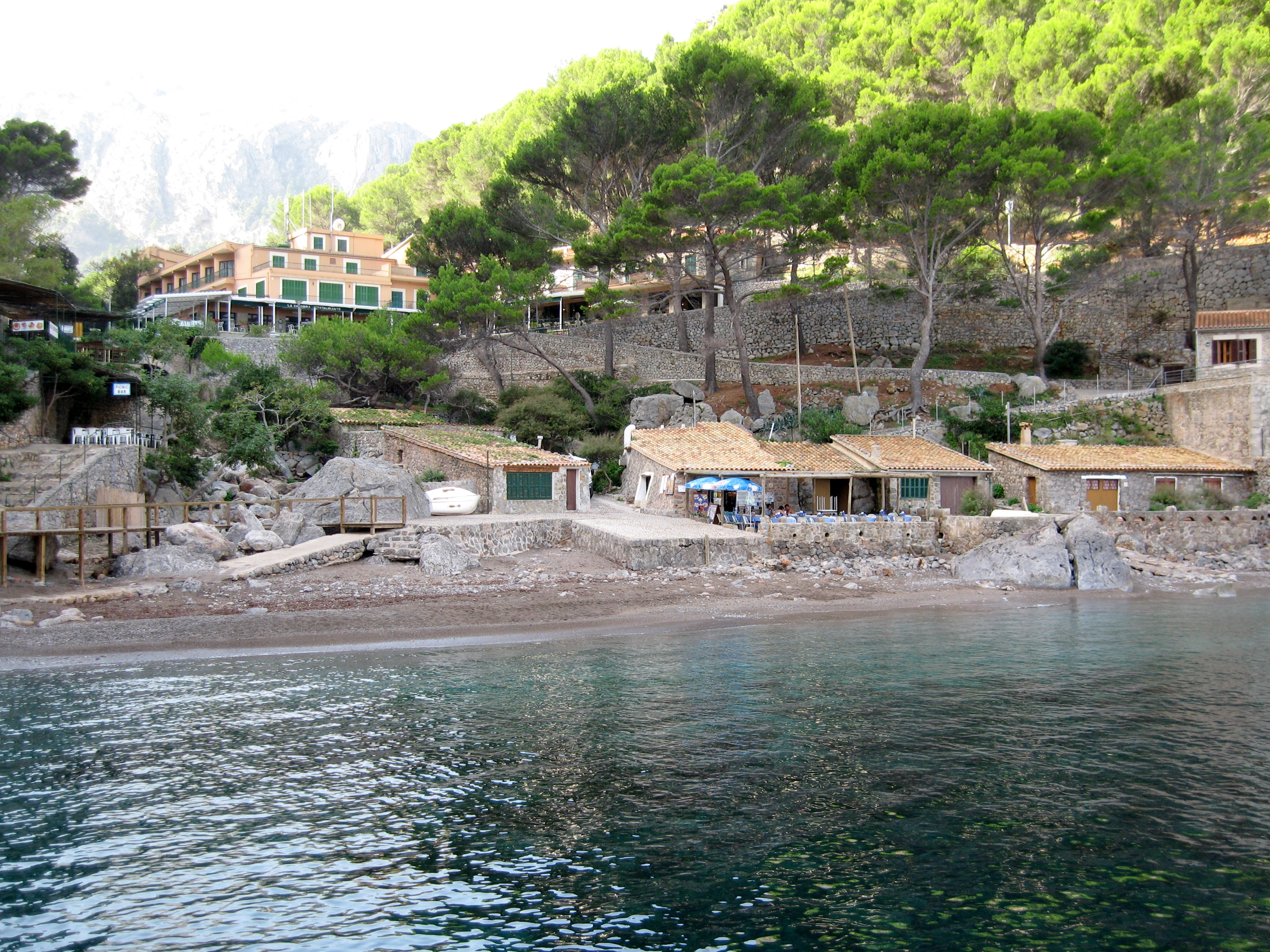
Platja de sa Calobra

Der steinige kleine Strand von Sa Calobra (Platja de sa Calobra) hat nur eine Länge von 50 Metern und eine mittlere Breite von 20 Metern. In der Hochsaison wird er von sehr vielen Badegästen besucht. Bei starkem Westwind ist das Baden bedingt durch sehr starken Wellengang und felsigen Untergrund nicht ungefährlich. Die Badezone wird nicht permanent durch Rettungsschwimmer überwacht. Kleine Bars befinden sich in unmittelbarer Nähe.

### Verkehrsanbindung

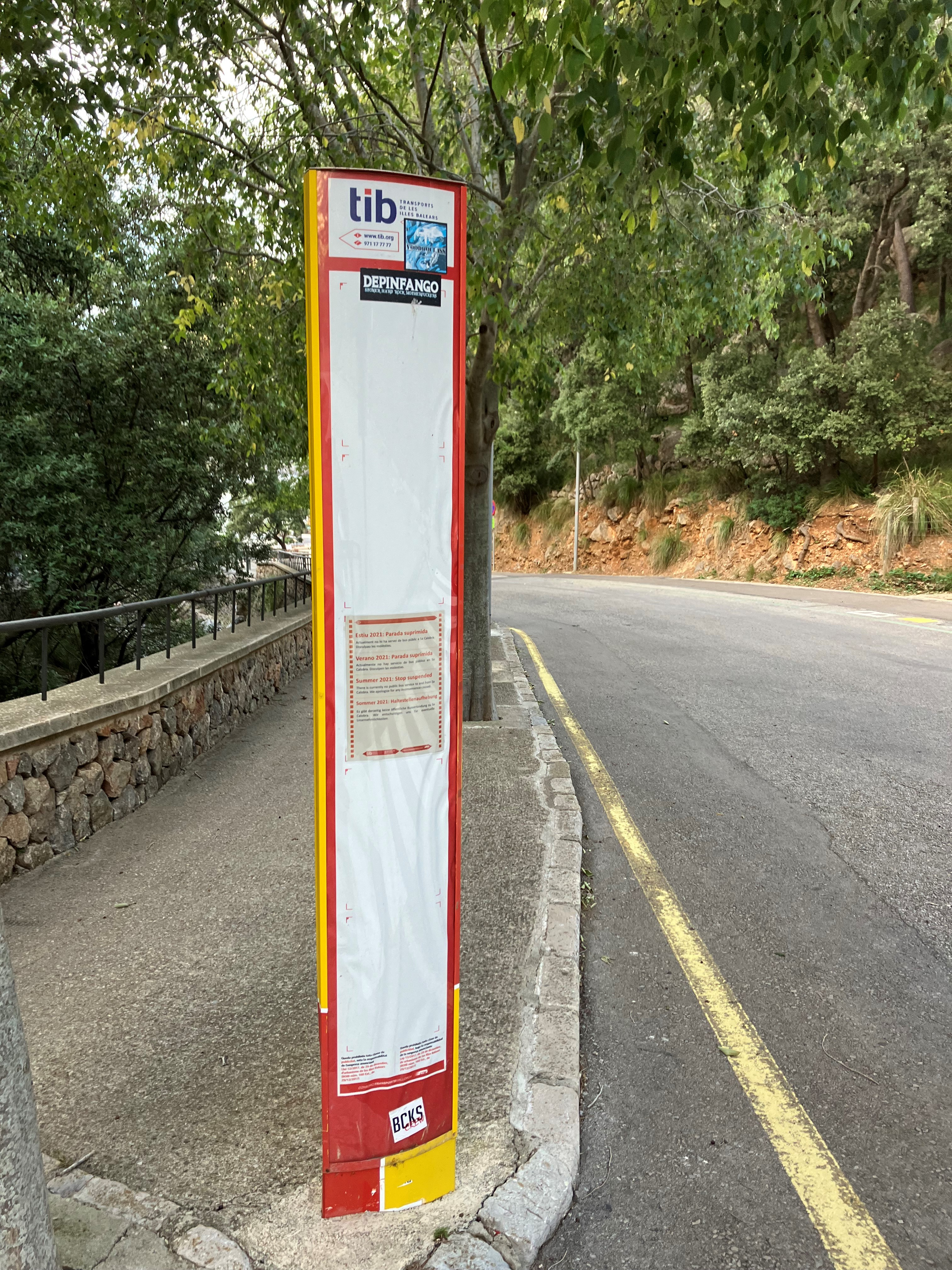
Ehemalige Bushaltestelle am Hafen in Sa Calobra, aufgehoben im Sommer 2021

Auf der Straße gab es täglich eine Linienbusverbindung von Alcúdia nach Sa Calobra. Im Sommer 2021 wurde diese jedoch auf unbestimmte Zeit eingestellt.
Neben der beschriebenen Straßenverbindung verkehren vom Hafen in Port de Sóller auch Schiffe nach:

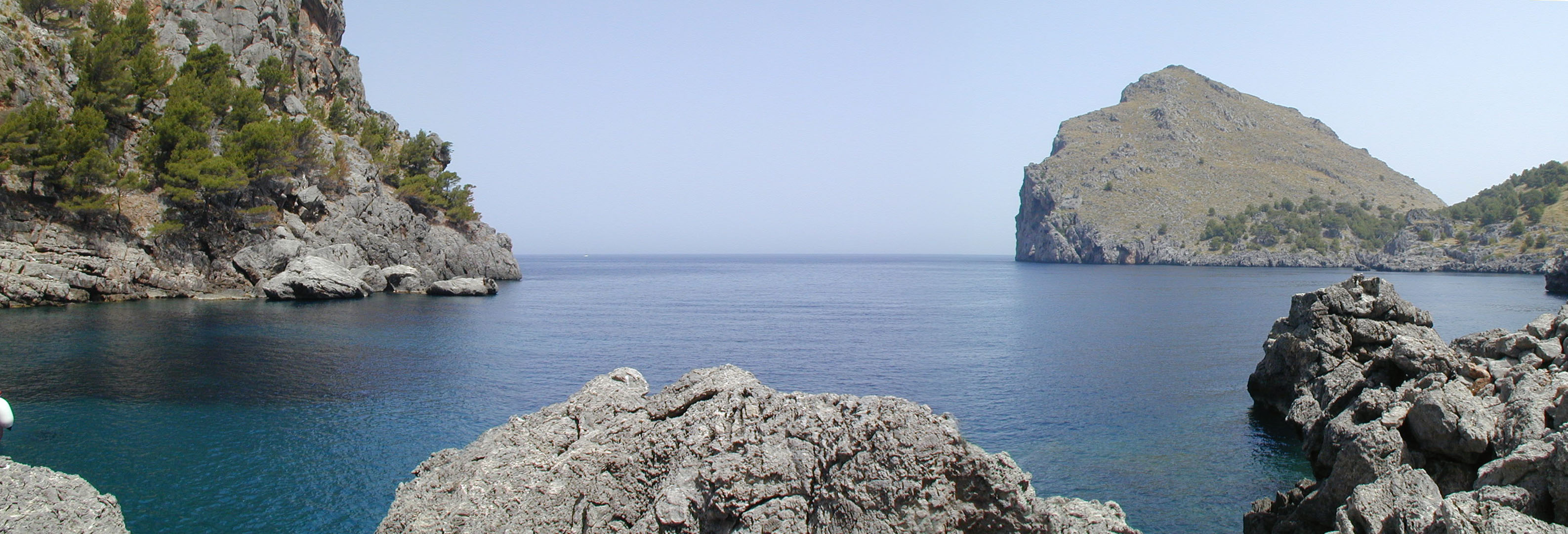
Bucht von Sa Calobra

- Sa Calobra (Abfahrten täglich)
- Cala Tuent (Abfahrten täglich)

## Sehenswertes
- Platja de Sa Calobra
- Cala Tuent
- Torrent de Pareis
- s'Entreforc
- Santuari de Lluc